# Dicaeum annae
El picaflores culidorado (Dicaeum annae) es una especie de ave paseriforme de la familia Dicaeidae endémica de dos islas de Indonesia.

## Distribución
Es endémica de las selvas de Sumbawa y Flores, en las islas menores de la Sonda (Indonesia).